# Sponsor gianassoi
Sponsor gianassoi es una especie de escarabajo del género Sponsor, familia Buprestidae. Fue descrita científicamente por Novak en 2002.

## Distribución
Habita en la región afrotropical.